# 食道
食道（Esophagus/Oesophagus），人和动物消化管道的一部分，上面連接咽，下面连通胃，紧贴脊柱的腹侧，具有输送食物的功能。食道是條由肌肉組成的可膨胀的中空通道，在最尾端與胃相接的地方有一個贲门括約肌確保胃酸不會逆流至食道中。食道在平時是呈現扁平狀，當有食物通過時便會擴大。食物並非靠著地球重力落入胃中，是藉由食道壁的肌肉進行像波浪般蠕動，強制將食物推入胃中，此外食道還會分泌一種黏液，讓食物可以很容易地通過。
食道若患肿瘤為食道癌。吸煙、嚼食檳榔和重度飲酒會增加誘發的風險。其他相關病理還有胃食道逆流，並可能導致食道炎、食道狹窄與喉嚨發炎、咳嗽等。
胚胎学上，食道发育自前肠的头部。

## 生理構造
食道位於脊椎之前而於氣管之後，由咽喉的末端開始往下經食道裂縫貫穿橫膈膜，而終止於胃上方的肉質管子。
主要功能將在口腔咀嚼後形成之食物泥團，藉由蠕動分段輸送至胃臟。構造上為其管壁構造由內而外可區分為黏膜層（mucosa）、黏膜下層（submucosa）、外肌層（tunica muscularis）、外膜層（tunica adventitia，或稱漿膜serosa）。
人類的食道其長度大約在20~25cm。食道肌肉層的上方三分之一處為橫紋肌，中間三分之一處為橫紋肌與平滑肌，而下方三分之一處為平滑肌，可以幫助食團的蠕動作用，而其黏膜僅能分泌黏液，不分泌消化酶，因此食道僅能幫助食物的通過而不具有消化或呼吸的功能。食道上方有兩處生理括約肌，分別是上食道括約肌及下食道括約肌，下食道括約肌又稱為賁門括約肌，可以防止食物經由胃逆流回口腔。

## 吞嚥動作
舌頭往上抬的同時，食物便會被舌頭推送進咽部，此時咽部的軟顎便會往上提，鼻子的入口便會被封閉，以防止食物鼻子逆流。再往喉嚨深處推送時，便會來到會厭的上方，會厭會負責關閉氣管的蓋子，如此食物便不會流入氣管中，並再進一步送入胃中，這些動作都是不自主的反射動作。不過人類的食道有三個地方比較細窄，分別是入口、支氣管交叉部份以及貫穿橫膈膜的部分，因此若未充分咀嚼並往肚子吞嚥，便很容易把食物卡在這幾個地方。

## 其他動物
食管的长短，在动物因颈部和胸部的长度而不同，一般鱼类的食管最短，爬行类较长，鸟类最长。成人食管大约长25厘米。食管管腔平时闭合，食物通过时候开启，管壁主要由粘膜层、肌层和外膜组成，肌层非常发达，常由环行肌层（内）和纵走肌层（外）组成，由于这两种肌层的收缩蠕动，逼迫食物移入胃内。某些动物食管的一部分膨大，具有暂时贮藏食物和初步消化食物的功能，如鸟类食管后段膨大形成嗉囊，反刍动物食管下部扩大形成瘤胃和网胃等。